# Dan Piraro
Daniel Charles Piraro (Kansas City, Misuri, 1958) es un historietista, ilustrador y pintor surrealista estadounidense, creador de la tira cómica Bizarro. 

## Biografía
Nacido en Kansas City, Misuri, Piraro creció en Tulsa, Oklahoma, y se graduó en la Booker T. Washington High School de esa ciudad en 1976. Abandonó la Universidad Washington en San Luis. Vivió en Dallas, Texas, durante muchos años y actualmente reside en Brooklyn con su esposa, Ashley Lou Smith. Columnista sindicado desde 1985, en 2006 Bizarro ya se publicaba en unos 250 periódicos. Desde 1986 y hasta el presente, sus tiras se han editado en 15 libros.

## Posturas Políticas
Piraro se describe a sí mismo como «políticamente liberal y progresista». Sus tiras han generado algunas polémicas acerca de sus puntos de vista. Por ejemplo en 2005, cuando una tira que dibujó en apoyo al matrimonio gay fue enviada a todos los periódicos sin un texto alternativo para aquellos que deseaban evitar el tema.
En 2002, Piraro se convirtió al vegetarianismo. Su activismo es visible en Bizarro, a menudo incorporando en sus tiras temas referidos al vegetarianismo y a la crueldad hacia los animales. Piraro también incorporó en su sitio web una sección dedicada a brindar información sobre el vegetarianismo, donde explica las razones de su decisión.
En 2007, diseñó una edición limitada de camisetas para endangeredwear.com, a fin de recaudar fondos para Woodstock Farm Animal Sanctuary, una organización sin fines de lucro dedicada a combatir el abuso sistemático contra los animales destinados a la alimentación.

## Premios

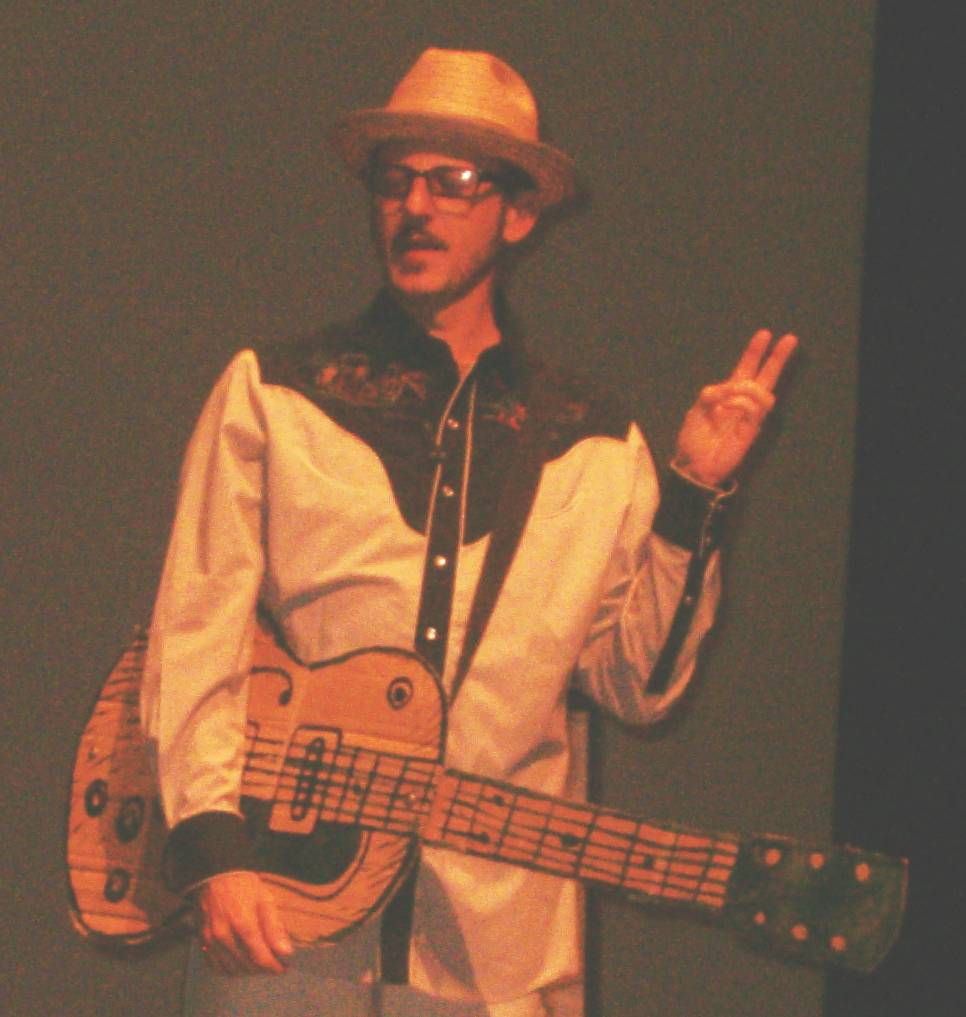
Dan Piraro con una guitarra de cartón en NAVS Vegetarian Summerfest 2006.

Desde 2001, Piraro ha recorrido Estados Unidos con su espectáculo de stand-up, The Bizarro Baloney Show, con el que en 2002 obtuvo el premio al mejor espectáculo solista del International Fringe Festival de Nueva York.
Piraro recibió el Panel Cartoon Award de la National Cartoonists Society en 1999, 2000 y 2001. Desde 2002, fue nominado cada año para el Reuben Award de dicha sociedad, como Historietista Sobresaliente del Año, reconocimiento que finalmente recibió en 2010. El ilustrador e historietista Steve Greenberg comentó: 
Tal vez finalmente se le otorgó el premio para poder quitarlo de entre los nominados, luego de tantos años de serlo. La regla (al menos desde la multipremiada tira Calvin y Hobbes de Bill Watterson) es que el Reuben Award se entrega una sola vez por creador. En cualquier caso, este es un justo reconocimiento a una tira que está entre las mejor dibujadas (para mi, junto con 9 Chickweed Lane y Non Sequitur) y más creativas (para mi, junto con Lio y Zits). Bizarro ha dado imágenes icónicas al mundo de las historietas, como los globos oculares, sus porciones de pastel, sus alienígenas en naves espaciales y sus inquietantes conejos. Es un mundo muy cercano al de las pinturas surrealistas (por otra parte, Piraro también es un excelente pintor surrealista). Para mí, Bizarro ofrece toneladas de creatividad fuera de lo común, y sorpresas diarias que no se han visto desde Gary Larson y su viñeta The Far Side. Y hablando de viñetas, Piraro es uno de los pocos creadores que realiza su trabajo diario ofreciendo una viñeta en formato rectangular, y otro panel en un formato más cuadrado a fin de satisfacer las necesidades de espacio de una mayor cantidad de diarios.

## Libros
- Bizarro (1986)
- Too Bizarro (1988)
- Mondo Bizarro (1989)
- Sumo Bizarro (1990)
- Glasnost Bizarro (1990)
- Post-Modern Bizarro (1991)
- Best of Bizarro (1992)
- Best of Bizarro II (1994)
- Bizarro #9 (1995)
- Bizarro #10 (1996)
- Bizarro Among the Savages: A Relatively Famous Guy's Experiences on the Road and in the Homes of Strangers (1997)
- Life Is Strange and So Are You: A Bizarro Sunday Treasury (2001)
- The Three Little Pigs Buy the White House (2004)
- Bizarro and Other Strange Manifestations of the Art of Dan Piraro (2006)
- Bizarro Buccaneers: Nuttin' but Pirate Cartoons (2008)